# Michael Weatherly
Michael Weatherly, född 8 juli 1968 i New York i delstaten New York, är en amerikansk skådespelare och sångare. Weatherly har bland annat gjort rollen som Anthony Dinozzo i TV-serien NCIS.
År 1995 gifte han sig med skådespelerskan Amelia Heinle. De har en son (August Manning Weatherly) född 1996, paret skilde sig 1997. Han och Jessica Alba förlovade sig 2001 efter att ha träffats under inspelningen av Dark Angel. Förhållandet tog slut 2003. 2009 gifte sig Michael Weatherly med Bojana Jankovic. Paret har en dotter född 2012.

## Uppväxt
Michael Weatherly föddes i New York, men växte upp i Fairfield, Connecticut. Han har sex syskon, en bror och fem halvsystrar. Weatherly hoppade av college för att satsa på sin skådespelarkarriär.

## Karriär
Weatherly började sin skådespelarkarriär i mindre tv-roller på The Cosby Show (som Theo Huxtable's rumskompis), The City och Loving. Efter att ha flyttat till Los Angeles fick han en roll i Significant Others, med Jennifer Garner. Han träffade Whit Stillman, som använde honom i filmen The Last Days of Disco där han gjorde rollen som Hap, mot Chloe Sevigny.
År 1997 gjorde han rollen som Dean Sparks i filmen Meet Wally Sparks. År 2000 hade han en roll i Stugan vid sjön. Detta följdes av en roll i Trigger Happy (2001) mot Rosario Dawson.
Han spelade i Dark Angel under de två säsonger den sändes. Denna roll gav honom tre nomineringar, två Saturn Awards för bästa manliga biroll på TV under 2001 och 2002, och en Teen Choice Award för aktör under 2001.
Sedan 2003 spelar Weatherly agent Anthony DiNozzo i NCIS.
År 2013 släppte han sin första singel "Under the Sun" som också är soundtrack i NCIS-episoden "Benchmark".

## Filmografi
| År        | Film/Titel                  | Roll                         | Anteckningar                                           |
| --------- | --------------------------- | ---------------------------- | ------------------------------------------------------ |
| 1997      | Meat Wally Sparks           | Dean Sparks                  |                                                        |
| 1998      | The last Days of Disco      | Hap                          |                                                        |
| 2000      | Gun Shy                     | Dave Juniper                 |                                                        |
| 2000      | The Specials                | Verdict, Crusader Industries |                                                        |
| 2000      | Venus and Mars              | Cody Battle Vendermeer       |                                                        |
| 2001      | Trigger Happy               | Bill                         |                                                        |
| 2005      | Her Minor Thing             | Tom Lindeman                 |                                                        |
| 2010      | Charlie Valentine           | Danny Valentine              |                                                        |
| 1991      | The Cosby Show              | Theo's roommate              | Avsnitt "Theo's Final Final"                           |
| 1992-1995 | Loving                      | Cooper Alden                 |                                                        |
| 1995-1996 | The City                    | Cooper Alden                 |                                                        |
| 1996      | Pier 66                     | Decker Monroe                | Tv-film Tv/Pilot                                       |
| 1997      | Asteroid                    | Dr.Matthew Rogers            | NBC Tv-film                                            |
| 1997      | Spy Game                    | James Cash                   | Avsnitt "What Family doesn't have it's Ups and Downs?" |
| 1998      | The Advanced Guard          | Kevin, Captive               | Sci Fi Channel Tv-film                                 |
| 1998      | Significant Others          | Ben Chasen                   | 6 avsnitt                                              |
| 1998      | Jesse                       | Roy                          | 6 avsnitt                                              |
| 1999      | Förhäxad                    | Brendan Rowe                 | avsnitt "When bad warlocks turn good"                  |
| 1999      | The Crow-Stairway to Heaven | James Horton                 | avsnitt "A gathering storm"                            |
| 1999      | Winding roads               | Mick Simons                  | Tv-film                                                |
| 2000      | Cabin by the Lake           | Boone                        | USA Nätverk Tv-film                                    |
| 2000      | Grapevine                   | Jack Vallone                 | avsnitt "Jack"                                         |
| 2000      | Ally McBeal                 | Wayne Keeble                 | avsnitt "Sex, Lies and second thoughts                 |
| 2000-2002 | Dark Angel                  | Logan Cale                   | 42 avsnitt                                             |
| 2003-2016 | NCIS                        | Anthony "Tony" DiNozzo       | Varje avsnitt sedan säsong 1                           |
| 2004      | The Mystery of Natlie Wood  | Robert Wagner                | ABC Tv-film                                            |
| 2012      | Major Crimes                | Thorn Woodson                | Guest star                                             |
|           | På heder och samvete        | Anthony "Tony" DiNozzo       | Tv-serie                                               |
|           | Stockholm Arlanda           | Michael Weatherly            | Tv                                                     |